# La Llau de la Mola
La Llau de la Mola és un paratge de prats escalonats en desús del terme municipal de Conca de Dalt, a l'antic terme de Toralla i Serradell, al Pallars Jussà, en territori que havia estat del poble de Rivert.
Està situat al sud-est de Rivert, al costat sud-oest de la Carretera de Rivert, paral·lel a ella uns 700 metres abans d'arribar al poble. És a l'esquerra del barranc de Rivert, al sud-est de la Vinya, al nord dels Campets i al nord-oest de Serboixos.